# UPgrade
UPgrade — российский еженедельный компьютерный журнал. Издается с 1 января 2000 года по настоящее время. Журнал пользуется популярностью на территории всей России, а также на Украине, Прибалтике, Белоруссии и Казахстане.
В журнале освещаются вопросы, связанные с аппаратным и программным обеспечением для ПК и смартфонов, сетевыми технологиями, программным обеспечением, а также темы исторические и даже философские. В силу российского происхождения журнала статьи в нём написаны с учётом специфики использования компьютерной техники российскими пользователями. Три бумажных номера журнала комплектовались компакт-диском с программным обеспечением, но в дальнейшем эта практика была прекращена в связи с появлением ежемесячного издания Upgrade Special (закрыт осенью 2012 года).
За время существования у UPgrade сформировался особый, хорошо узнаваемый стиль написания статей (часто встречаются «диалоги» авторов и редакторов в примечаниях, слово «смайл», взятое в скобки, вместо собственно значка смайла и др.).

## История
До сентября 2000 UPgrade выходил ежемесячно, с октября 2000 по декабрь 2001 — два раза в месяц (48 полос), затем перешёл на еженедельный график. В течение года журнал стал самоокупаемым и выбился в лидеры рынка. Объём издания составлял 48 полос формата A4, а с ноября 2007 года — 64 полосы формата А4. С 2008 года снова издается на 48 полосах. Заявленный тираж — 92 тыс. экземпляров.
С 2000 по 2012 год тираж журнала увеличился с 40 000 до 92 000 экземпляров, при этом количество читателей каждого номера — около 311 тыс. человек. Основная аудитория журнала — мужчины в возрасте от 16 до 34 лет. За первую половину 2010 года общая аудитория издания насчитала около миллиона человек при показателе лояльности в 37 % (доля читателей, приобретающих каждый номер). 48,8 % тиража распространяется в Москве.
6 февраля 2012 года начались онлайн продажи свежих номеров через интегратор подписок zinio.com.
В январе 2013 года прекращен выпуск журнала на бумаге, последний «бумажный» номер вышел 28 января (№ 610).
С февраля 2013 года журнал перешел на новый уровень своего развития и выходит в электронном формате. Количество скачиваний первого электронного номера превысило 75 тыс.
На данный момент количество подтвержденных скачиваний одного номера около 130 тыс., сколько всего именно скачивают номеров журнала с различных файлообменников посчитать невозможно.
С марта 2013 года доступен в виде приложения для платформы ANDROID и iOS. Журнал распространяется бесплатно.

## Разделы и рубрики
- Железо — в рубрике коротко рассказывается о последних поступлениях новых устройств на российский рынок с результатами тестирования;
- Маленькие программы — краткое описание новинок среди программного обеспечения;
- Новые поступления — shopping‐карта последних новинок: средняя стоимость, основные характеристики, комментарий редакции;
- Интернет, Мобильное железо — в рубрики входят статьи о телекоммуникационных технологиях, мобильной и сетевой связи, тесты телекоммуникационных устройств;
- Новости — краткое описание новинок IT‐рынка, HI‐TECH‐ индустрии, а также новости науки и техники;
- FAQ — редакция отвечает на часто задаваемые вопросы о мире технологий;
- Техническая поддержка — «интерактивная рубрика» — авторы отвечают на вопросы, связанные с эксплуатацией ПК;
- Почтовый ящик — в этой рубрике редакция отвечает на самые интересные письма читателей.

## Главные редакторы
- Руслан Шебуков (январь 2000 — июль 2001)
- Данила «Remo» Матвеев (август 2001 — май 2002)
- Андрей Забелин (май 2002 — ноябрь 2003) — трагически погиб 23 ноября 2003 года, разбившись на гонках стритрейсеров.
- Данила «Remo» Матвеев (декабрь 2003 — январь 2013)

## Редакционный состав
- Руководитель Виноградов Павел
- Юрий Травников
- Светлана Макеева
- Mazur
- Алексей Кутовенко
- Александр Енин

## Авторы
С журналом сотрудничали такие известные люди как основатель интернет-энциклопедии Луркморье  Дмитрий (Давид) Хомак, писатель-фантаст Александр-Долинин, шеф-редактор сайта Sports.ru Иван Калашников, ЖЖ- блогер Дмитрий Румянцев.